# Synagoge (Zoppot)
Koordinaten: 54° 26′ 30″ N, 18° 34′ 13″ O

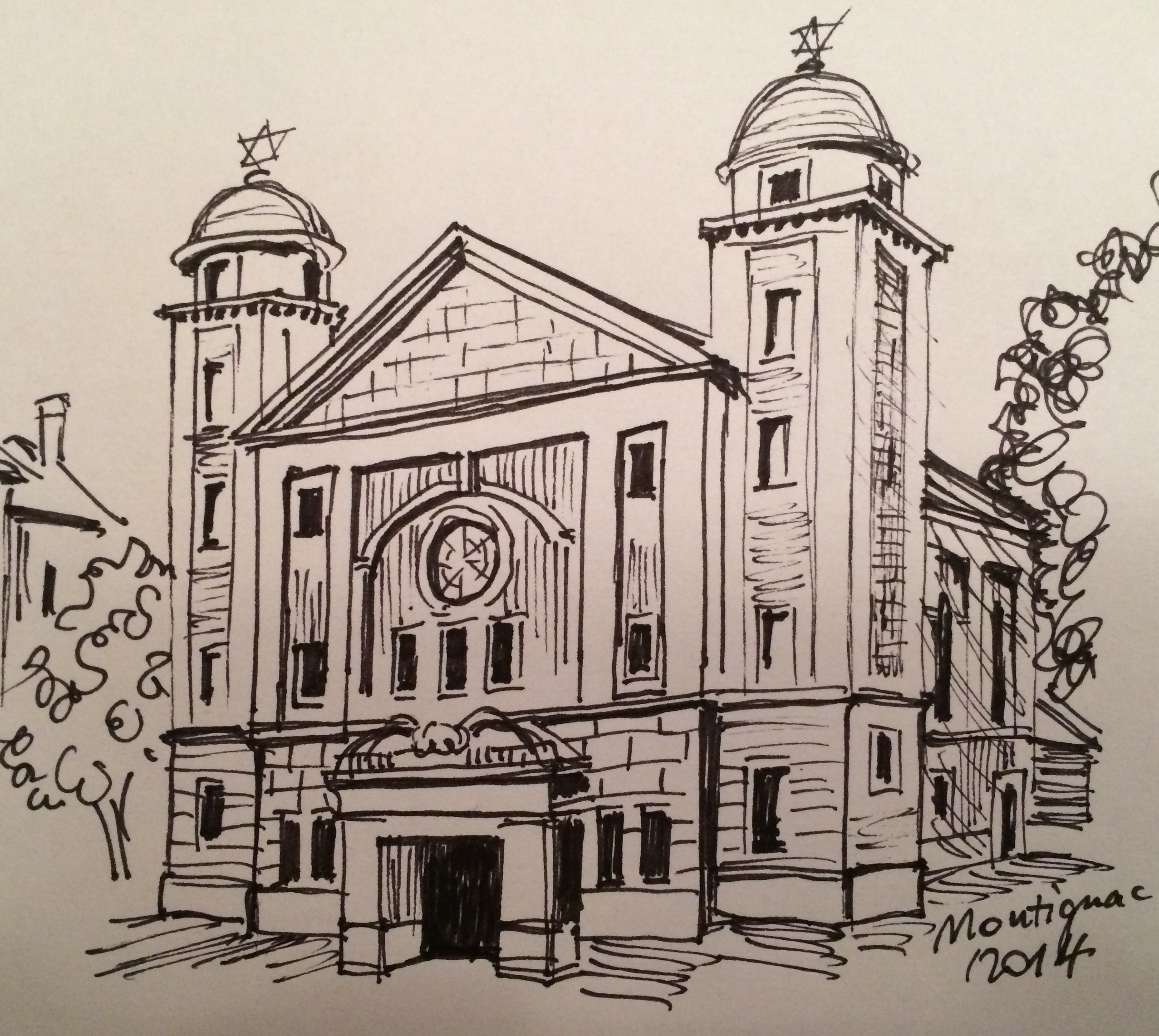
Zeichnung der Synagoge

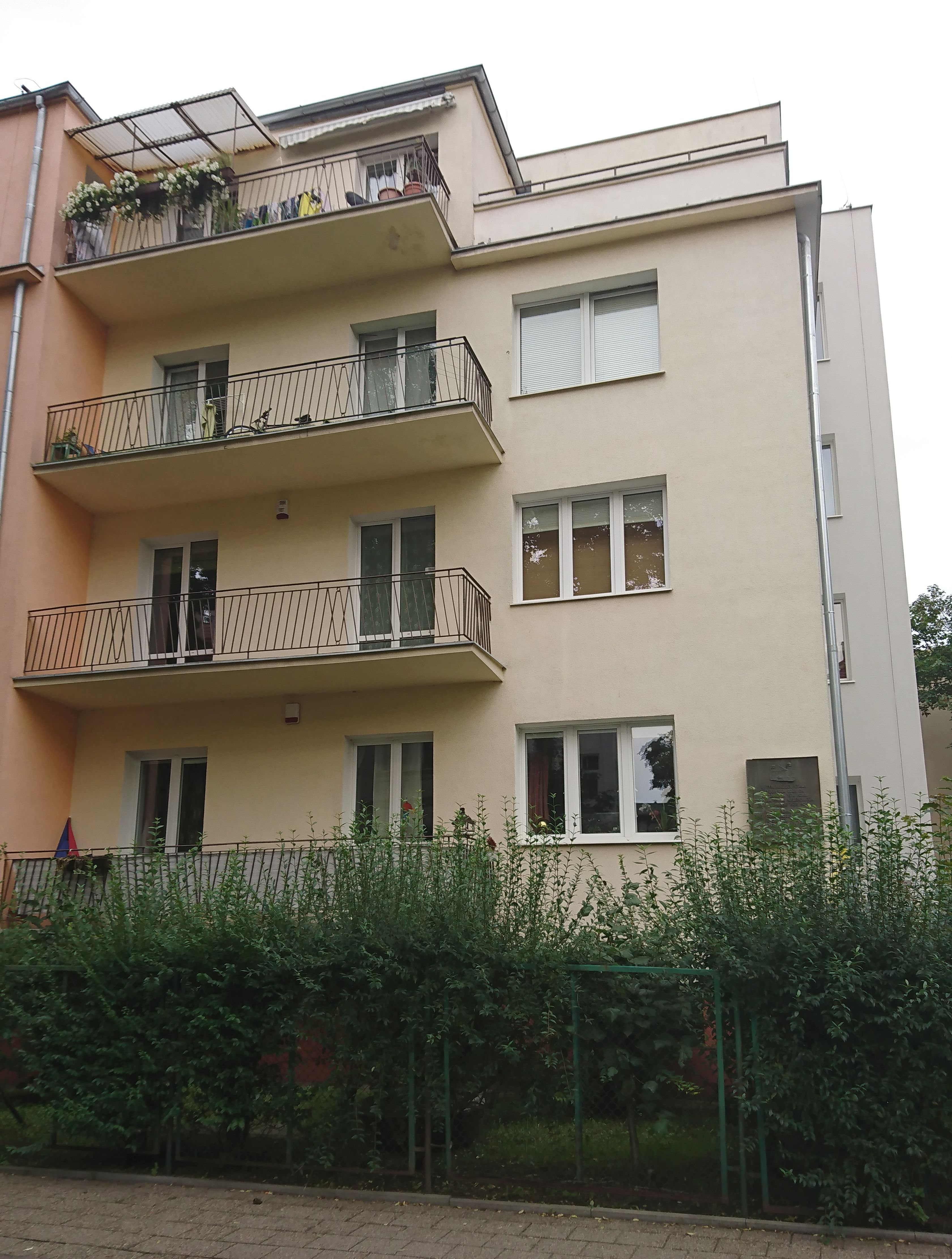
Standort der 1938 zerstörten Synagoge in Zoppot.

Die Roonstraßen-Synagoge in Zoppot, heute Sopot in Polen, wurde bis 1914 errichtet und eingeweiht. Seinerzeit gehörte das Seebad an der Ostsee noch zu Westpreußen, kam aber 1920 zur Freien Stadt Danzig.
Die Synagoge hatte die Abmessungen 21,12 m × 15,66 m und befand sich in der Roonstraße (heute ul. Dąbrowskiego 1). Ihr Eingang wurde von zwei rechteckigen Türmen flankiert, die von Kuppeln gekrönt waren. Das Portal war mit einer Rosette geschmückt. Im oberen Stockwerk befand sich eine Galerie für die Frauen. Architekt des Bauwerks war Adolf Bielefeldt. Im umgebenden Garten wurde im Herbst das Laubhüttenfest gefeiert.
Das Gotteshaus wurde am 26. Mai 1914 durch den Danziger Rabbiner Robert Kaelter feierlich eingeweiht, damals nahm noch die ganze Stadtspitze daran teil.
Bereits im Herbst 1937 kam es im Freistaat, in dem die NSDAP mit absoluter Mehrheit regierte, zu pogromartigen Ausschreitungen gegen jüdische Händler. Beim Novemberpogrom 1938 wurde die Synagoge ausgeraubt und durch zwei Brandanschläge vollständig zerstört.
Heute befindet sich an der Stelle ein mehrstöckiges Wohnhaus. Ein ehemaliges Mitglied der Gemeinde Zoppot hat eine Gedenktafel gestiftet, die in polnischer und englischer Sprache an das Gotteshaus erinnert.